# لورين كراندال
لورين كراندال (بالإنجليزية: Lauren Crandall) هي لاعبة هوكي الحقل أمريكية، ولدت في 17 مارس 1985.

## وصلات خارجية
- لورين كراندال على موقع أوليمبيديا (الإنجليزية)